# 殷皇后
殷皇后（いんこうごう）は、南朝宋の皇帝を僭称した劉劭の皇后。

## 経歴
宋の第3代皇帝・文帝の皇太子・劉劭の妃（皇太子妃）となる。
元嘉30年（453年）に劉劭とその一党がクーデターを起こして文帝を弑逆し、自ら皇帝に即位（僭称）した際、殷氏は皇太子妃から皇后に立后された。
しかし、江州にいた劉劭の弟で武陵王の劉駿はこれを認めず、大軍を率いて長江を下り、建康に攻め入って劉劭を殺した。この際に劉劭の一族もことごとく処刑されることになり、殷皇后もその対象とされた。
処刑される直前に、殷皇后は「なぜ骨肉相争って、罪のない私までが殺されなければならないのか?」と叫ぶと、獄丞の江恪という人物が「皇后を受拝す、罪に非ずして何ぞ（貴方は皇后位を受けた。これが罪で無くてなんというのか）」と答えられ、処刑されたという。